# Памятник Владимиру Великому (Гданьск)

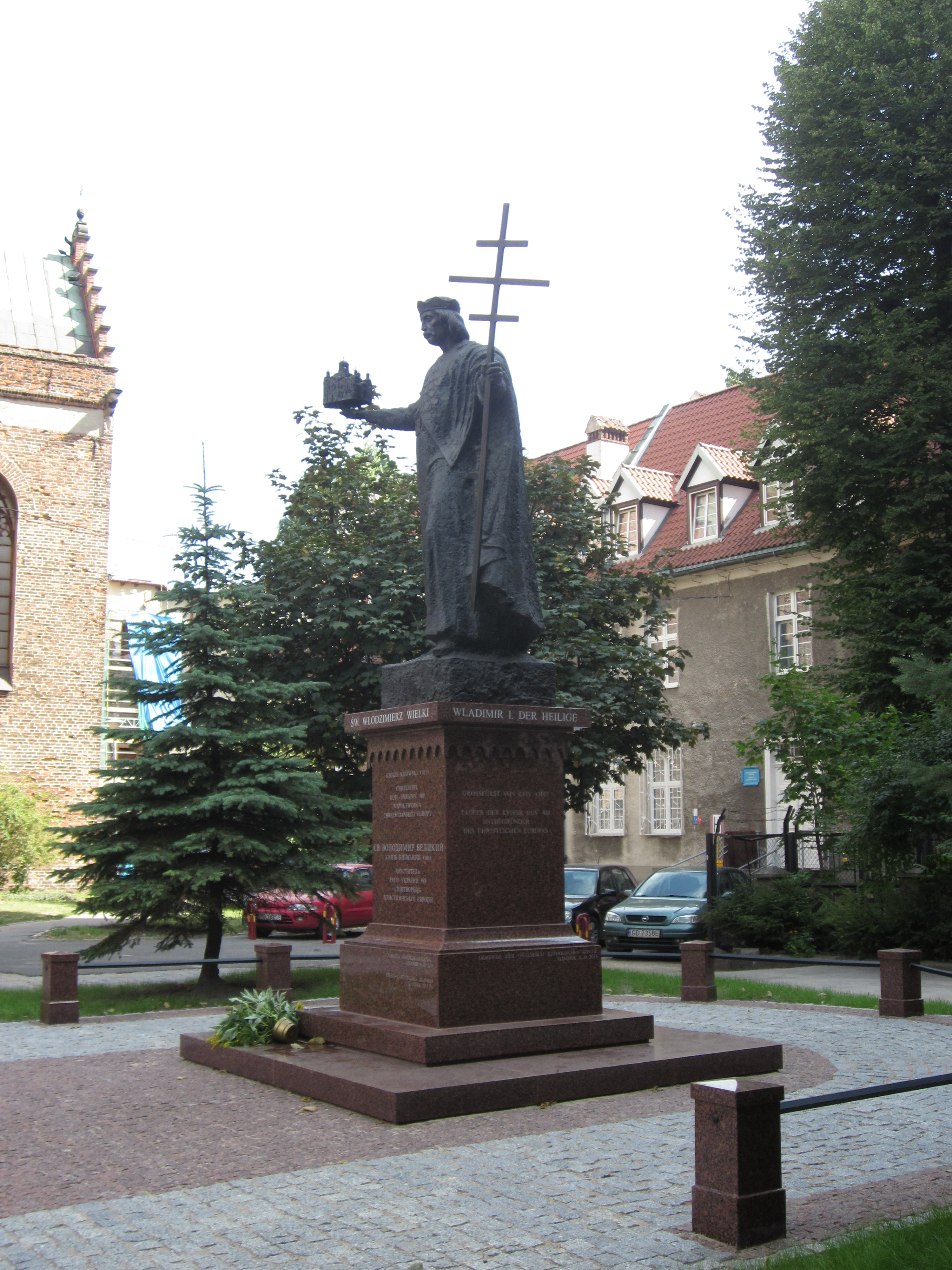
Вид на памятник сбоку

Памятник Владимиру Великому в Гданьске работы польско-украинского скульптора Геннадия Ершова торжественно открыт 23 мая 2015 года, по случаю тысячелетия со времени смерти крестителя Киевской Руси князя Владимира. Памятник новгородскому и киевскому князю Владимиру Великому в Гданьске является вторым в западной Европе, который появился западнее этнической Украины, после аналогичного памятника в Лондоне.
Монумент установлен в сквере Крещения Руси недалеко от переулка Св. Бартоломея в гданьском районе Старый Город, на земельном участке № 57, принадлежащего греко-католическому костелу Святого Бартоломея и Покрова Пресвятой Богородицы. Средства на памятник были собраны усилиями прихожан костела, среди которых много этнических украинцев, а также при помощи украинской диаспоры по всему миру. Также к делу установления памятника присоединился институт украинских диаспорян в Польше — Фонд Крестителя Киевской Руси Святого Владимира.

## Описание памятника
Украинская община Гданьска начала подготовку к установке памятника ещё в 2009 году. Создание памятника князю было заказано скульптору Геннадию Ершову, который уже много лет проживает в Гданьске.
Памятник представляет собой скульптурную композицию в виде бронзовой фигуры князя, установленной на гранитном постаменте. Общая высота постройки — 4,5 метра. Владимир изображен с короной на голове в обычном для тех времен наряде. В его левой руке крест, как символ принятия христианства князем и его подданными, а в правой монарх держит миниатюру основанной им Десятинной церкви, которая в композиции памятника символизирует место, где христианин общается с Богом.
На передней, правой и левой гранях пьедестала памятника отчеканена надпись на польском, украинском, немецком и английском языках: «Св. Владимир Великий князь киевский † 1015 Креститель Руси-Украины 988 творец христианской Европы».